# Hassen Harbaoui
Hassen Harbaoui, né le 10 mars 1987 à Bargou, est un footballeur tunisien évoluant au poste d'ailier gauche.

## Carrière
- juillet 2010-septembre 2014 : Club athlétique bizertin (Tunisie)
  - janvier-juin 2013 : Club sportif de Hammam Lif (Tunisie), en prêt
- septembre 2014-juillet 2015 : Espérance sportive de Tunis (Tunisie)
- juillet 2015-septembre 2016 : Club sportif sfaxien (Tunisie)
- septembre 2016-janvier 2017 : Olympique de Béja (Tunisie)
- janvier 2017-août 2018 : Union sportive de Ben Guerdane (Tunisie)
- août-décembre 2018 : Union sportive de Siliana (Tunisie)
- janvier-juillet 2019 : Al Olympic Zaouia (Libye)
- depuis août 2019-janvier 2023 : Sporting Club de Ben Arous (Tunisie)
- depuis janvier 2023 : Union sportive de Siliana (Tunisie)